# Vesly (Eure)
Vesly es una localidad y comuna francesa situada en la región de Alta Normandía, departamento de Eure, en el distrito de Les Andelys y cantón de Gisors. La industria tradicional se basa en la cría de ganado bovino y en la fabricación de sidra.

## Demografía
| 451 | 444 | 411 | 459 | 538 | 620 |
| Para los censos de 1962 a 1999 la población legal corresponde a la población sin duplicidades (Fuente: INSEE [Consultar]) |     |     |     |     |     |

## Historia
La primera referencia histórica de la comuna, referida a la familia nobiliaria de Verly data de 1066, cuando tres hermanos Verly participan en la conquista normanda de Inglaterra.

## Monumentos y lugares de interés
- Iglesia de Saint-Maurice: nave del siglo XVI, transepto del XIII, coro del XII y doble crucero abovedado del siglo XVI, adornado con estatuas de los siglos XIV y XVI. El retablo es del siglo XVII.
- Priorato de Sainte-Madeleine, reconstruido en el siglo XVII pero fundado en el XI y posiblemente fundado por Hugues de Chaumont al mismo tiempo que Saint-Ouen de Gisors.
- Leprosería de Saint-Thomas, del siglo XVII.
- En Vesly hay dos castillos, uno del siglo XVIII, reconstruido en el XIX y otro del siglo XVII.
- Destacan dos casas solariegas, de los siglos XVI a XVIII.[4]